# Portobello Road

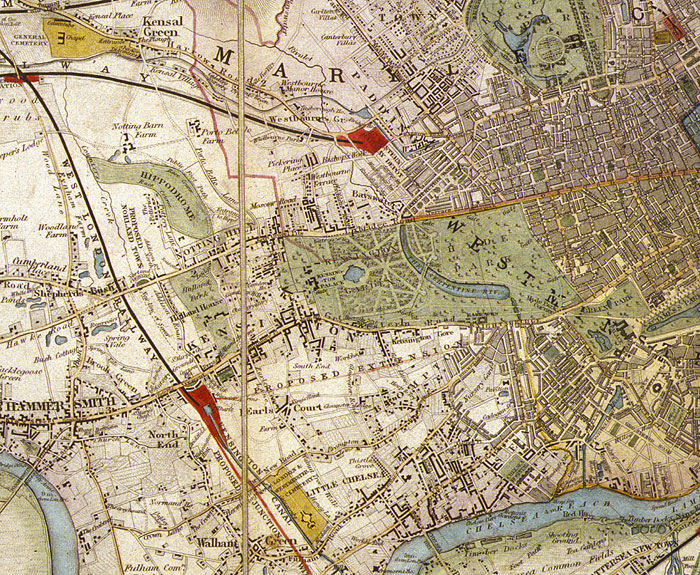
Kartan från 1841 visar Londons omgivningar, med Porto Bello Lane och Portobello Farm uppe till vänster.

Portobello Road är en gata i stadsdelen Notting Hill i stadskommunen Kensington and Chelsea i västra London. 
Gatan är känd för sina second hand-butiker och antikvitetsaffärer och inte minst Portobello Road Market – Storbritanniens största antikmarknad. Sedan 1996 anordnas varje år i augusti Portobello Film Festival i området kring gatan.

## Historia
Före 1740 kallades gatan – som då snarare var en slingrig stig i ett relativt lantligt landskap – för Green's Lane. Det året, 1740, byggdes Portobello Farm, som fått sitt namn efter staden Puerto Bello i nuvarande Panama, som erövrats av engelsmännen under Kriget om kapten Jenkins öra (1739–1748) . Portobello Farm såldes 1864 till nunnor inom dominikanerorden, som på tomten byggde upp St Josephs kloster.
År 1864 var också året då tunnelbanesträckan Hammersmith & City line färdigställdes, vilket ledde till att det sista av tidigare landsbygd bebyggdes och inlemmades i staden. 
Gatan, som slingrar sig genom landskapet, domineras fortfarande av byggnader från den viktorianska tiden, och skiljer därmed ut sig från mer "stadsplanerade" områden i närheten.